# Годешич
Годешич (словен. Godešič) — поселення в общині Шкофя Лока, Горенський регіон, Словенія. Висота над рівнем моря: 350,3 м.